# Kloster Grünenberg
Das Kloster Grünenberg war ein Franziskaner-Terziarinnenkloster in der heutigen Gemeinde Moos. Es lag in einem Tal zwischen den Orten Gaienhofen und Weiler auf der Halbinsel Höri.

## Burg Grünenberg
Das Kloster befand sich in der Nähe der Burg Grünenberg, die von Angehörigen der bischöflichen Ministerialenfamilie von Grünenberg, die zur Sippe der Ritter us der Höri gehörte, erbaut wurde. Die Familie lässt sich bis zum Ende des 12. Jahrhunderts nachweisen; ein Zusammenhang mit der späteren Konstanzer Patrizierfamilie gleichen Namens ist nicht belegbar.
Die Burg hatte eine Grundfläche von 10 Meter mal 35 Meter. Im 14. Jahrhundert war sie noch bewohnt, im 17. Jahrhundert war sie jedoch bereits eine Ruine.

## Gründung des Klosters

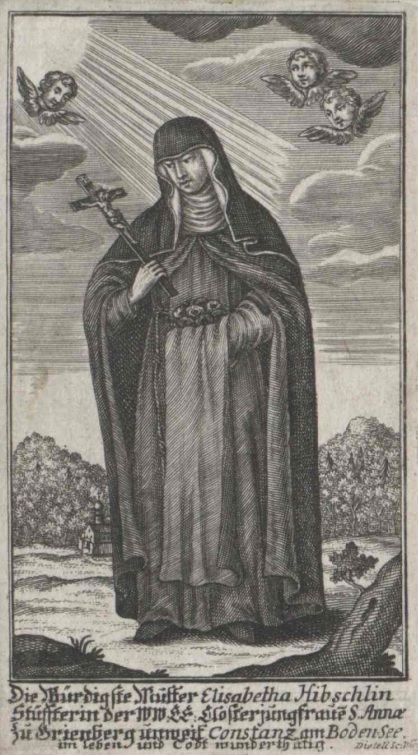
Selige Elsa Hübschlin
Kupferstich, 17. Jh. (ÖNB)

Eine Einsiedlerklause in der Nähe der Burg Grünenberg wird erstmals 1282 erwähnt. Zu einem nicht mehr feststellbaren Zeitpunkt wurden die Einsiedler von Beginen abgelöst. Ab 1344 (nach anderen Quellen 1355) entstand an der Stelle der Beginen-Klause ein Franziskaner-Terziarinnenkloster. Es wurde von Konrad Wolfgang von Lautfriedingen (vermutlich Leipferdingen) gegründet. Auch der Edle Hübschlin von Ravensburg, der seinerzeit Burg Grünenberg bewohnte, galt aufgrund seiner Stiftungen im Jahre 1380 als Mitgründer des Klosters. In diese Zeit fällt auch die Tätigkeit der guten Klausnerin Elsa, auch Selige Elsa genannt, angeblich eine Gräfin von Habsburg, die um 1400 starb. Im 15. Jahrhundert waren die Lebensumstände der Nonnen im Kloster in geistlicher wie weltlicher Hinsicht bescheiden. Erst im 16. Jahrhundert kamen weitere Besitzungen hinzu, mit deren Hilfe die Kirche erweitert wurde.

## Geschichte
Die Verehrung der Seligen Elsa erlebte im 17. Jahrhundert ihren Höhepunkt, als sich nach deren Umbettung in ein würdevolleres Grab Wunder ereignet haben sollen. So soll einer Legende zufolge die Klosterkirche durch die Erscheinung der Seligen Elsa von dem Brand verschont worden sein, dem im Jahr 1660 alle anderen Klostergebäude zum Opfer fielen. Sie wurden unter großen Mühen bis 1667 wieder aufgebaut, auch 1732 bis 1735 und 1754 wurden verschiedene Gebäude erneuert. In der Folge traten ökonomische Probleme zutage, die schließlich ab etwa 1785 zu einschneidenden Maßnahmen führten, wie die Einschränkung der Chorgebete und der Verkauf unnötiger Güter. Da auch keine Novizinnen mehr aufgenommen wurden, lebten schließlich nur noch fünf hochbetagte Nonnen im Kloster.

## Aufhebung
Das Kloster wurde im Rahmen der Säkularisation am 3. November 1808 aufgehoben und die verbliebenen weltlichen Güter versteigert. Im Jahr 1813 wurden auch kirchliche Güter wie Kanzeln, Altäre und Glocken verkauft. Die letzten Gebäude des Klosters Grünenberg wurden 1830 abgerissen.
Heute erinnern nur noch ein 1895 aufgestelltes Steinkreuz auf einer Wiese an den Standort des Klosters. Verschiedene auf der Höri und in der Umgebung auffindbare Gegenstände, wie die Sakristeitür der Kirche in Horn erinnern an das Kloster. In  der Pfarrkirche St. Leonhard und Katharina in Moos (am Bodensee) im Ortsteil Weiler befinden sich ein Kruzifix (um 1330) an der südlichen Seitenwand und die Glocke des Klosters.